# قنطورس الأقرب b
قنطورس الأقرب b (بالإنجليزية: Proxima Centauri b أو Proxima b)‏ هو كوكب خارجي (كوكب خارج المجموعة الشمسية) يدور في المنطقة الصالحة للحياة حول النجم القزم الأحمر قنطورس الأقرب، وهو النجم الأقرب إلى الشمس، وجزء من نظام نجمي ثلاثي. يقع على بعد 4.2 سنة ضوئية (1.3 فرسخ فلكي، أو 40 ترليون كيلومتر، أو 25 ترليون ميل، أو 265000 وحدة فلكية) من الأرض في كوكبة قنطورس، وهذا ما يجعله الكوكب الخارجي المعروف الأقرب إلى النظام الشمسي.
يدور قنطورس الأقرب b حول النجم على بعد 0.05 وحدة فلكية تقريبًا (7500000 كيلومتر، أو 4600000 ميل)، يبلغ دوره المداري 11.2 يوم أرضي تقريبًا. وتقدر كتلته على الأقل بـ 1.3 من كتلة الأرض. يخضع الكوكب إلى ضغوطات ريح نجمية أكثر من 2000 ضعف الريح الشمسية التي تصيب الأرض، ولم تؤكد قابلية الحياة على قنطورس الأقرب b حتى الآن بشكل نهائي.
أُعلن عن اكتشاف الكوكب في أغسطس عام 2016. اكتُشف الكوكب باستخدام طريقة السرعة الشعاعية، إذ تشير تأثيرات دوبلر الدورية للخطوط الطيفية للنجم المضيف إلى وجود جسم يدور حوله. وانطلاقًا من هذه التفسيرات، فإنّ السرعة الشعاعية للنجم الأم بالنسبة للأرض تتغير بمدى يبلغ نحو 1.4 متر (4.5 قدم) في الثانية.
ووفقًا لغييم أنغلادا إسكودي، يوفر قربه من الأرض الفرصة لاستكشاف الكوكب بشكل روبوتي عن طريق برنامج ستارشوت، أو على الأقل «في القرون القادمة».
ستبقى كتلة قنطورس الأقرب b الدقيقة مجهولة في حال عدم معرفة زاوية ميلان المداري. إن كان مداره جانبيًا (أي مدار على الحافة البصرية، أي بمستوي مداري موازٍ لخط البصر من الأرض) تقريبًا، فإنّ كتلته ستبلغ 1.173±0.086 من كتلة الأرض. بشكل إحصائي، هنالك فرصة بنسبة 90% تقريبًا أن تكون كتلة الكوكب أقل من ثلاثة أضعاف كتلة الأرض.
في مايو عام 2019، خلُصت ورقة تمثل بيانات مقراب سبيتزر الفضائي الحديثة أنّ قنطورس الأقرب b بي لا يعبر شمسه بالنسبة إلى الأرض (لا يمكن رؤية عملية العبور من الأرض بسبب وضعية مداره بالنسبة للأرض)، وعزت اكتشافات العبور السابقة إلى الضوضاء المتلازمة.

## الخصائص الفيزيائية

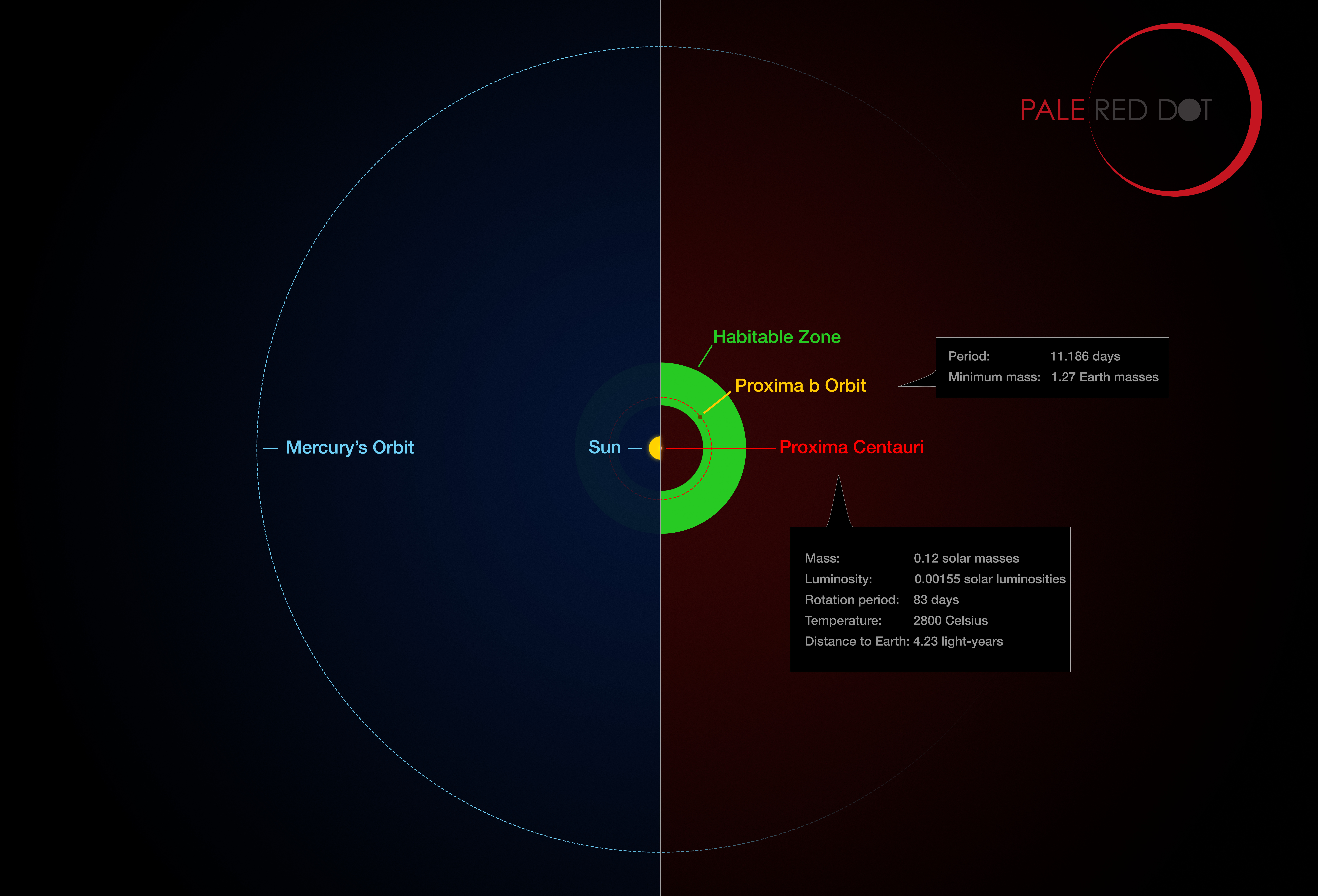
يقارن مخطط المعلومات هذا مدار الكوكب مع نفس المنطقة من النظام الشمسي. قنطورس الأقرب أصغر وأبرد من الشمس ويدور الكوكب بالقرب من نجمه أكثر من عطارد. ونتيجة لذلك، يقع داخل المنطقة الصالحة للسكن، حيث يمكن أن توجد المياه السائلة على سطح الكوكب.

### الكتلة، ونصف القطر، ودرجة الحرارة
لم يُقس الميلان المداري الظاهري لقنطورس الأقرب b حتى الآن. تبلغ أدنى كتلة لقنطورس الأقرب b 1.27 من كتلة الأرض، والتي ستكون الكتلة الفعلية إن شوهد مداره بشكل جانبي من الأرض. بمجرد معرفة ميلانه المداري، ستصبح كتلته قابلة للحساب. تشير الاتجاهات الأكثر ميلًا إلى كتلة أكبر، وتشير 90% من الاتجاهات المحتملة أنّ كتلته أقل من ثلاثة أضعاف كتلة الأرض. إنّ نصف قطر الكوكب الدقيق غير معروف. إن كان تركيب الكوكب صخري وكانت كثافته مساوية لكثافة الأرض، فعندئذ سيبلغ نصف قطره على الأقل 1.1 من قطر الأرض. يمكن أن يكون نصف قطره أكبر إن كان يتمتع بكثافة أقل من كثافة الأرض، أو كتلة أكبر من كتلته في الحد الأدنى. مثل العديد من كواكب الأراضي الهائلة، قد يكون تركيب قنطورس الأقرب b جليديًا مثل نبتون، وذات غلاف سميك، وغلاف جوي مكون من الهيدروجين والهيليوم. يزيد الاحتمال الذي حُسب لهذه الحالة عن 10%. تبلغ درجة حرارة توازن الكوكب 234 كلفن (-39 درجة مئوية، 038 فهرنهايت)، وهي أبرد إلى حد ما من درجة حرارة الأرض التي تبلغ 255 كلفن (-18 درجة مئوية، -1 فهرنهايت).

### النجم المضيف
يدور الكوكب حول نجم نوع إم قزم أحمر يُسمى قنطورس الأقرب. تبلغ كتلة النجم 0.12 من كتلة الشمس، ونصف قطره 0.14 من نصف قطر الشمس. تبلغ درجة حرارة سطحه 3042 كلفن، وعمره 4.85 مليار عام. وبالمقارنة، يبلغ عمر الشمس 4.6 مليار عام، ودرجة حرارة سطحها 5778 كلفن. يدور قنطورس الأقرب حول نفسه مرة كل 83 يوم، ويساوي لمعانه 0.0015 من لمعان الشمس. يعتبر قنطورس الأقرب غني المعادن مقارنةً بالشمس، وذلك بشكل مشابه للنجمين الآخرين الكبيرين في النظام النجمي الثلاثي، وهذا شيء لا يوجد عادةً في النجوم منخفضة الكتلة مثل قنطورس الأقرب. تساوي معدنيته (]حديد/هيدروجين[) 0.21، أو 1.62 من الكمية الموجودة في الغلاف الجوي للشمس.